# Stratégie mondiale pour la conservation des plantes
La Stratégie mondiale pour la conservation des plantes (SMCP) est un programme de la Convention sur la diversité biologique (CDB) des Nations unies. Ce programme visait à ralentir le rythme d'extinction des espèces de plantes dans le monde à partir de 2010. La SMCP a commencé en 1999 par des discussions informelles lors du seizième congrès international de botanique à Saint Louis (Missouri). Un groupe de spécialistes s'est ensuite réuni à la Grande Canarie et a émis la « Déclaration de la Grande Canarie » appelant à une stratégie mondiale de conservation des plantes. Après de longues consultations, la SMCP étoffée a été adoptée par les parties à la Convention sur la diversité biologique en avril 2002. Le cœur du GSPC est constitué par cinq buts principaux, exprimés sous forme d'un total de 16 objectifs.

## Objectifs
Les cinq buts et leurs seize objectifs pour la période 2011-2020 sont les suivants :
But I : La diversité des plantes est bien comprise, documentée et reconnue.
- Objectif 1 : liste en ligne de toutes les espèces de plantes connues.
- Objectif 2 : dans la mesure du possible, évaluation du statut de conservation de toutes les espèces de plantes connues, dans le but de guider les actions de conservation.
- Objectif 3 : des données informatives, de recherche et d'autres données connexes ainsi que des méthodes nécessaires pour mettre en œuvre la stratégie développée et partagée.

But II : la diversité des plantes est conservée de façon urgente et effective.
- Objectif 4 : au moins 15 pour cent de chaque région écologique ou de chaque type de végétation est maintenu par le biais d'une gestion ou d'une restauration effectives.
- Objectif 5 : au moins 75 pour cent des aires les plus importantes en ce qui a trait à la diversité des plantes de chaque région écologique est protégé avec une gestion effective établie pour la conservation des plantes et leur diversité génétique.
- Objectif 6 : gestion durable d’au moins 75 % des terres vouées à la production dans chaque secteur et conforme à la conservation de la diversité des plantes
- Objectif 7 : conservation in situ d’au moins 75 % des espèces de plantes menacées connues.
- Objectif 8 : inclusion d’au moins 75 % des espèces de plantes menacées connues dans des collections ex situ, de préférence dans le pays d’origine, avec au moins 20 % restant disponibles pour des programmes de récupération et de rétablissement.
- Objectif 9 : conservation de 70 % de la diversité génétique des cultures et des plantes sauvages apparentées et d’autres espèces de plantes importantes au plan socio-économique, tout en respectant, préservant et maintenant les connaissances locales et celles des autochtones
- Objectif 10 : mise en place de plans de gestion effectifs pour prévenir de nouvelles invasions biologiques et gérer les zones importantes pour la diversité des plantes qui sont envahies

But III : la diversité des plantes est utilisée d'une manière qui soit durable et équitable.
- Objectif 11 : aucune espèce de flore ou de faune sauvages n'est menacée d'extinction par le commerce international.
- Objectif 12 : tous les produits basés sur des plantes sauvages ont une source durable
- Objectif 13 : maintien ou augmentation, tel qu'approprié, des connaissances, des innovations et des pratiques provenant des communautés autochtones et locales associées aux ressources végétales pour appuyer l'utilisation coutumière, les moyens d'existence durables, la sécurité alimentaire locale et la santé.

But IV : l'éducation et la sensibilisation sur la diversité des plantes, son rôle pour les moyens de subsistance durables et leur importance pour toute forme de vie sur Terre sont promus.
- Objectif 14:  Incorporation de l’importance de la diversité des plantes et de la nécessité de sa conservation dans les programmes de communication, d’éducation et de sensibilisation du public.

But V : les capacités et l'engagement du public nécessaires à la mise en œuvre la Stratégie ont été développés.
- Objectif 15 : le nombre de personnes formées, travaillant avec les moyens appropriés, suffit pour répondre aux besoins nationaux pour atteindre les objectifs de la stratégie
- Objectif 16 : établissement ou renforcement aux niveaux national, régional et international des institutions, réseaux et partenariats pour la conservation des plantes afin d’atteindre les objectifs de la stratégie.

La Stratégie mondiale pour la conservation des plantes est soumise à un examen formel d'avancement par la Convention sur la diversité biologique, culminant dans de grandes discussions en mai 2008 à Bonn, en Allemagne, lors de la neuvième Conférence des parties à la CDB.